# László Székely
László Székely (n. 3 august 1877, Salonta, Bihor, România – d. 23 ianuarie 1934, Timișoara, România) a fost un arhitect maghiar, care, în calitate de arhitect șef a proiectat în primele trei decenii ale secolului al XX-lea numeroase clădiri din Timișoara. Majoritatea acestor clădiri sunt realizate în stil Secession, multe din ele fiind catalogate drept monumente istorice.

## Biografie
Fiu al lui Mihály Székely (1849–1905), antreprenor și maistru constructor și al Zsuzsannei Mados (1858–1930), a deprins de tânăr pasiunea pentru construcții. A absolvit gimnaziul la Salonta, apoi a urmat primul an de liceu la Igló, iar următorii trei la Liceul Reformat (actual Liceul pedagogic „Regele Ferdinand”) din Sighetu Marmației. După examenul de bacalaureat s-a înscris la Facultatea de Arhitectură a Universității Politehnice Regale „József Nádor” (actual Universitatea de Tehnologie și Economie din Budapesta), pe care a absolvit-o în 1900. Acolo i-a avut profesori pe arhitecții Samu Pecz⁠(d), Győző Czigler⁠(d), Frigyes Schulek și Alajos Hauszmann⁠(d). Ultimul, cel care a proiectat Castelul Buda, a fost și mentorul său. După absolvire a beneficiat de o bursă de studii în Italia, unde și-a rafinat stilul.
La 5 aprilie 1902 s-a căsătorit la Budapesta cu Erzsébet Mária Bányász (n. 1881). Mariajul a durat opt ani, până la 14 noiembrie 1910, când a divorțat. La 16 iulie 1912 s-a recăsătorit cu Viola Lichtscheindl, fiica doctorului Géza Lichtscheindl, medicul-șef și directorul spitalului comunal. Cu prima soție a avut două fiice, Klára și Olga, și un băiat, Bandi.
Spre sfârșitul anului 1933 a fost diagnosticat cu o boală incurabilă la stomac. A decedat în ianuarie 1934 și este înmormântat în cimitirul din Iosefin, Calea Șagului. Alături de el sunt îngropate fiicele sale, Olga Friedenwanger (1903–1984) și Klára Fogarassy (23 iun 1907–9 mai 1997), precum și Bandi Székely (9 mai 1910–10 mai 1924).

## Activitate
Întors din Italia a lucrat la Budapesta în atelierul lui Győző Czigler.
După demolarea zidurilor cetății Timișoara se prevedea o dezvoltare rapidă a orașului în zonele astfel eliberate. În 1902 șeful biroului tehnic al primăriei Timișoarei, inginerul Emil Szilárd, a propus înființarea în schema primăriei a poziției de arhitect al orașului, deoarece dezvoltarea Timișoarei avea nevoie de clădiri moderne și estetice. Primarul Karoly Telbisz l-a consultat pe Győző Czigler, care mai vizitase Timișoara în calitate de expert pentru fortificații. Acesta l-a recomandat pentru postul de arhitect pe László Székely, care și-a luat postul în primire la 8 aprilie 1903, devenind la numai 25 de ani arhitectul șef al Timișoarei, post pe care l-a deținut până în 1918. A lucrat timp de aproape două decenii în serviciul Primăriei, proiectând un mare număr din cele mai importante clădiri din centrul orașului, până în 1922, când a cerut să fie pensionat. În paralel a condus propriul atelier de proiectare, de unde lucra pentru persoane particulare și comunități religioase, atât din Timișoara cât și din alte părți ale Austro-Ungariei. După pensionare activitatea sa a fost redusă și exclusiv în atelierul de proiectare personal.
Stilurile principale ale lucrărilor lui Székely sunt Art Nouveau (cu varietatea sa secesiunea vieneză sau Jugendstil) și cel eclectic.

Detalii cu decorația clădirilor proiectate de László Székely
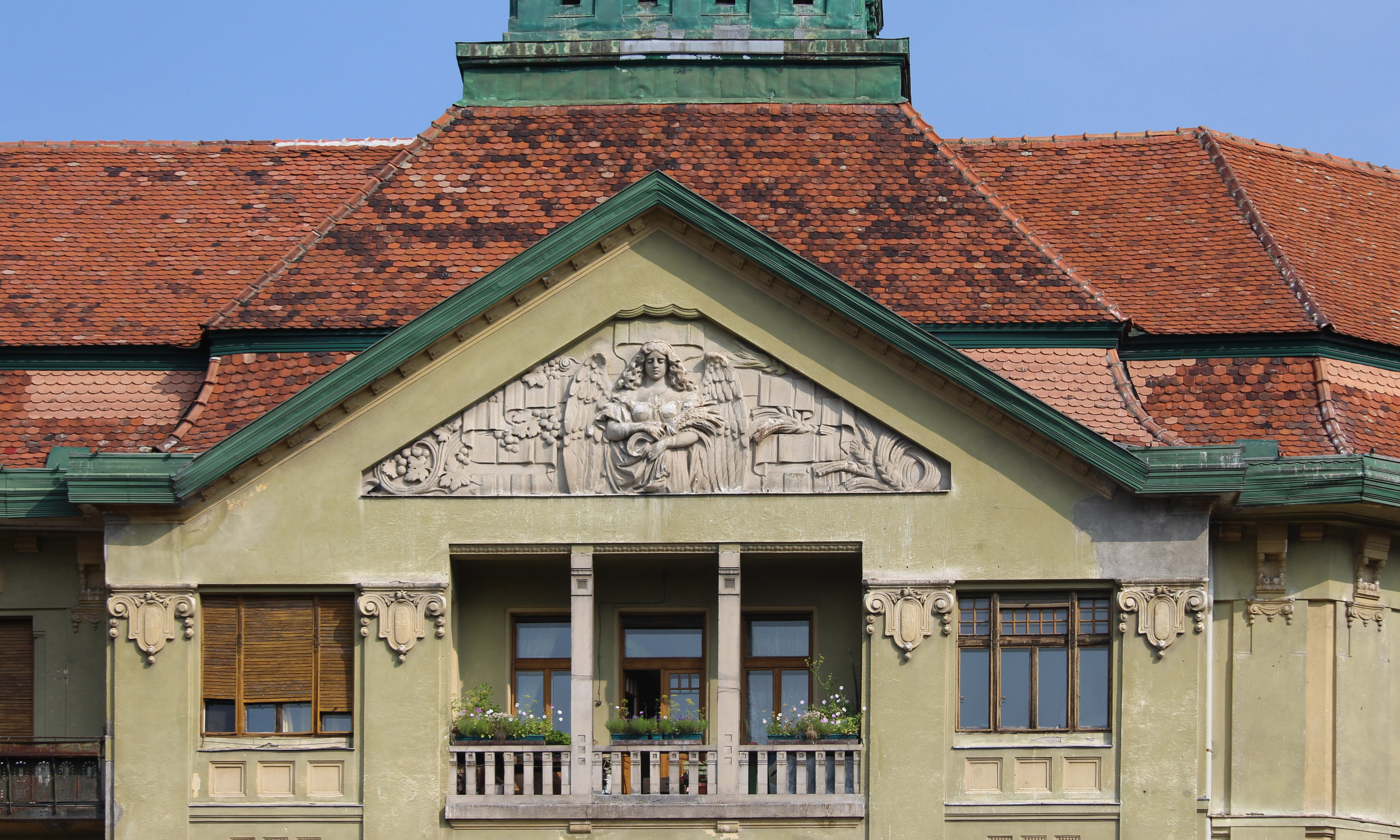
Palatul Széchenyi, fronton
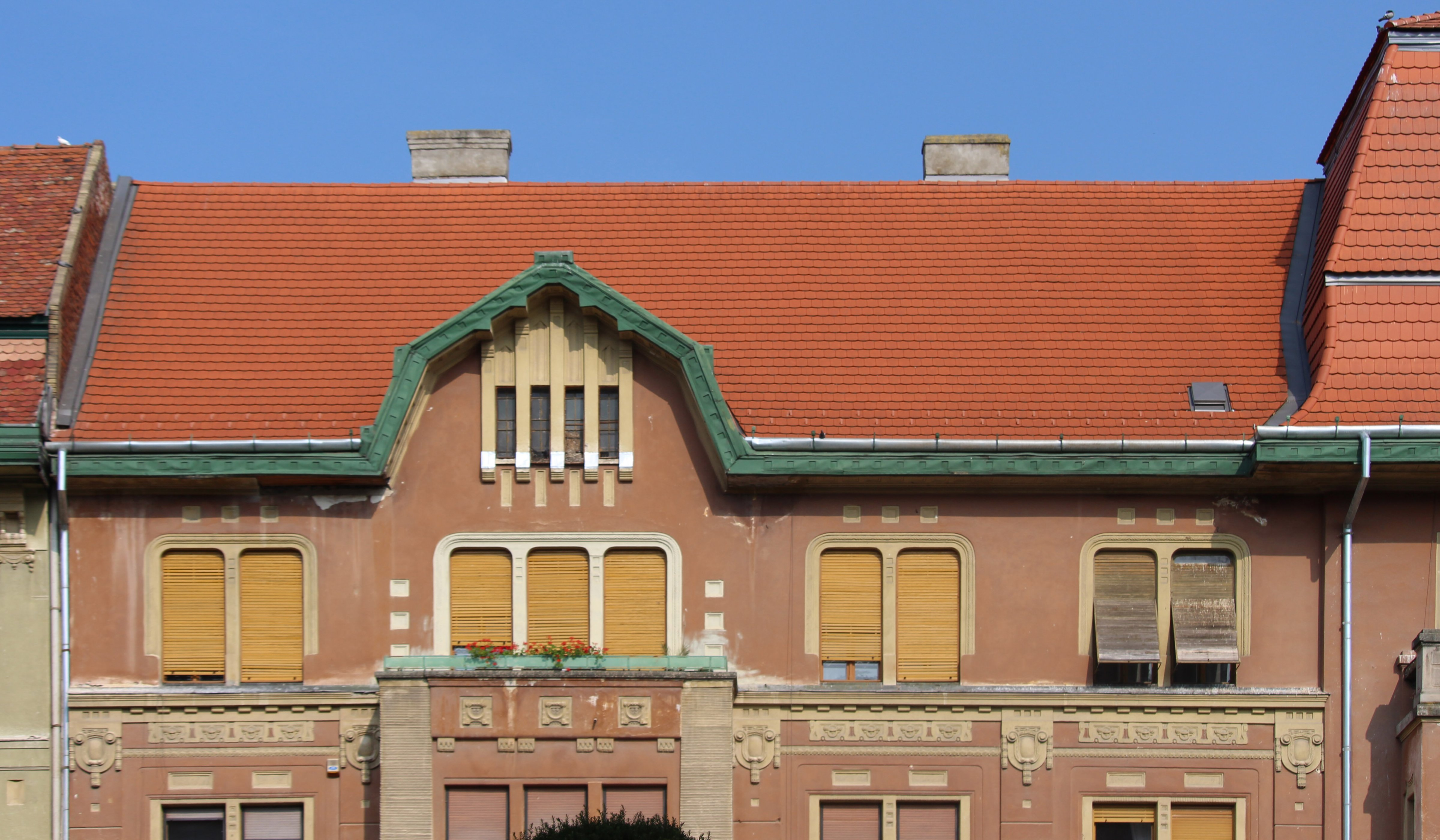
Palatul Hilt detalii
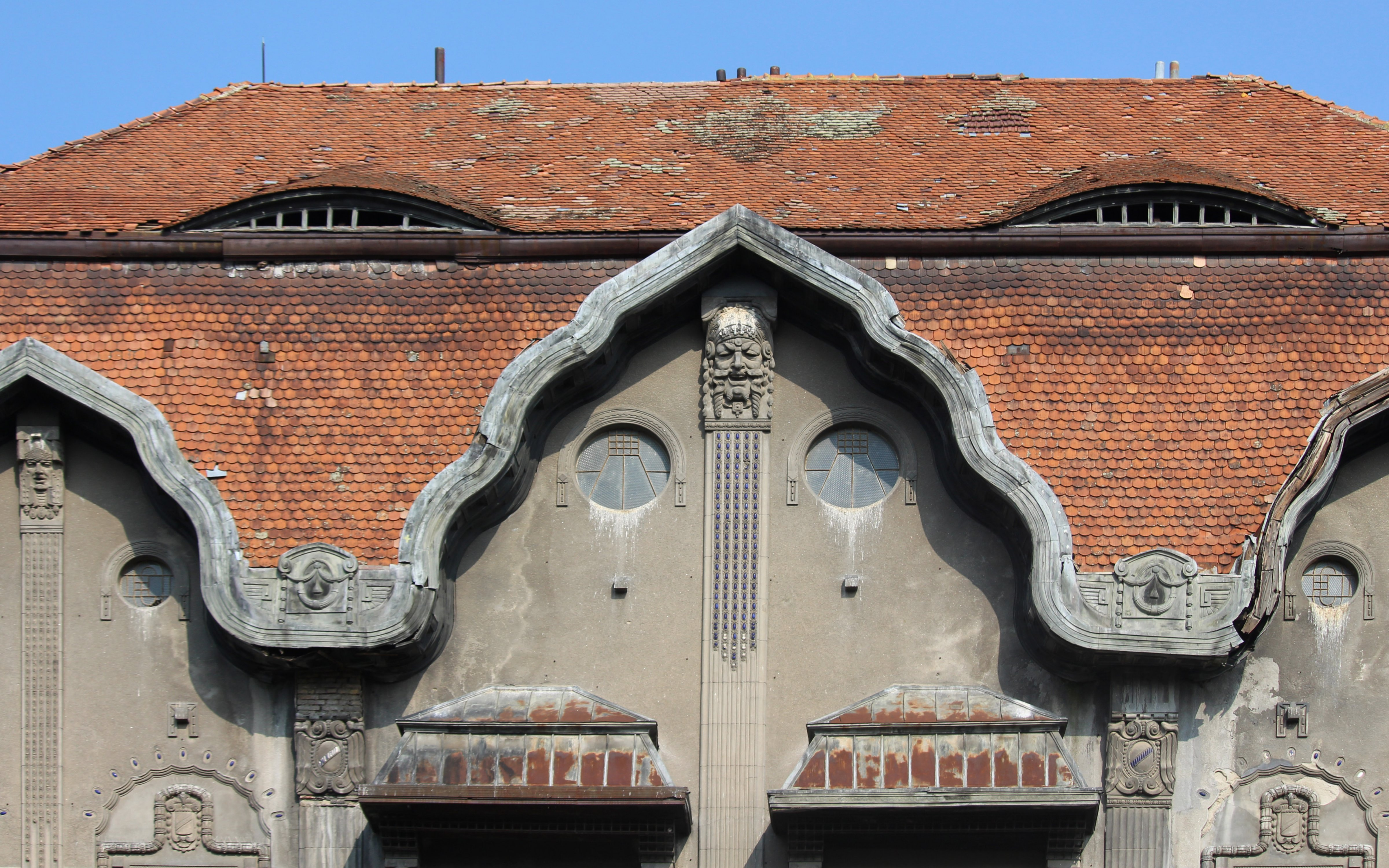
Palatul Dauerbach, detalii
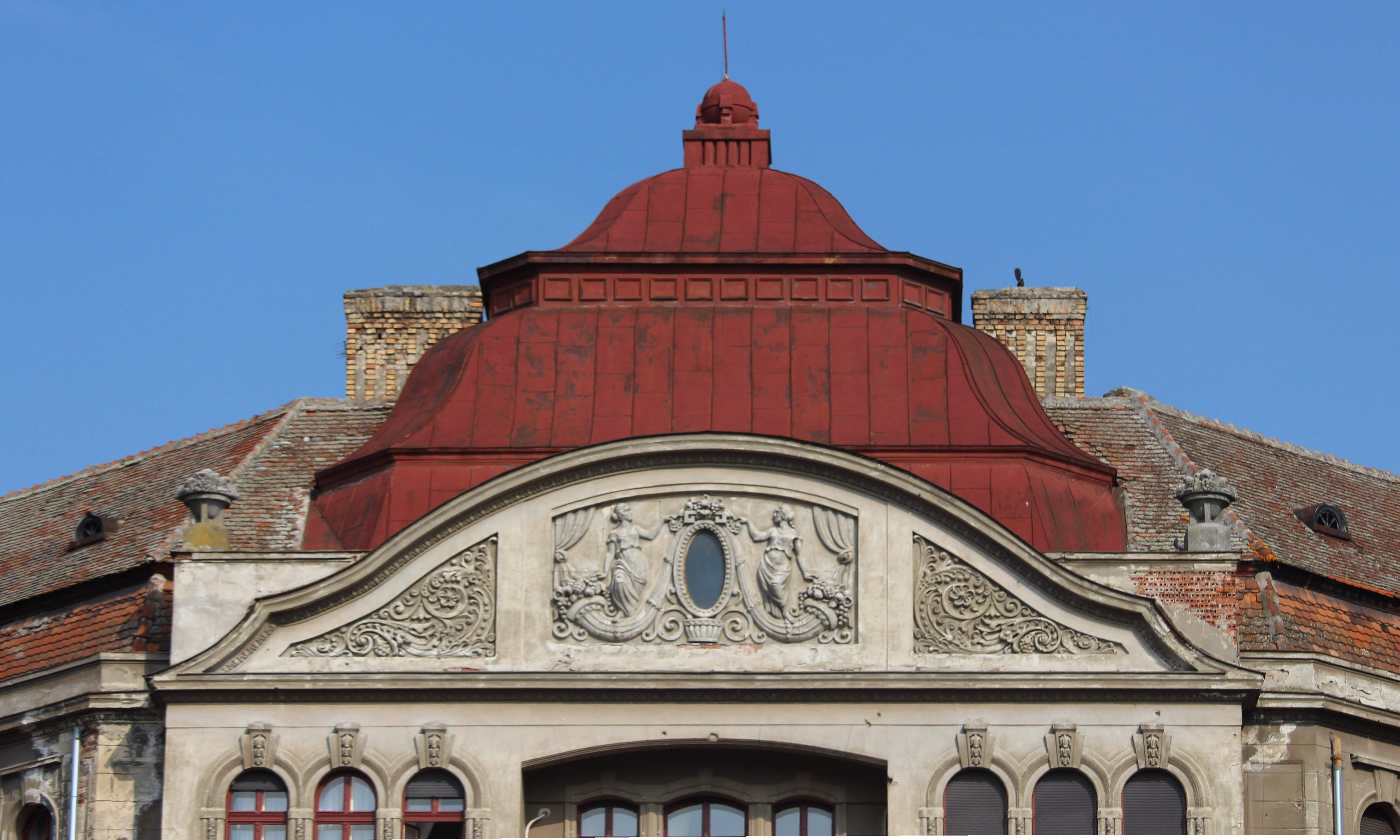
Palatul Weiss, fronton
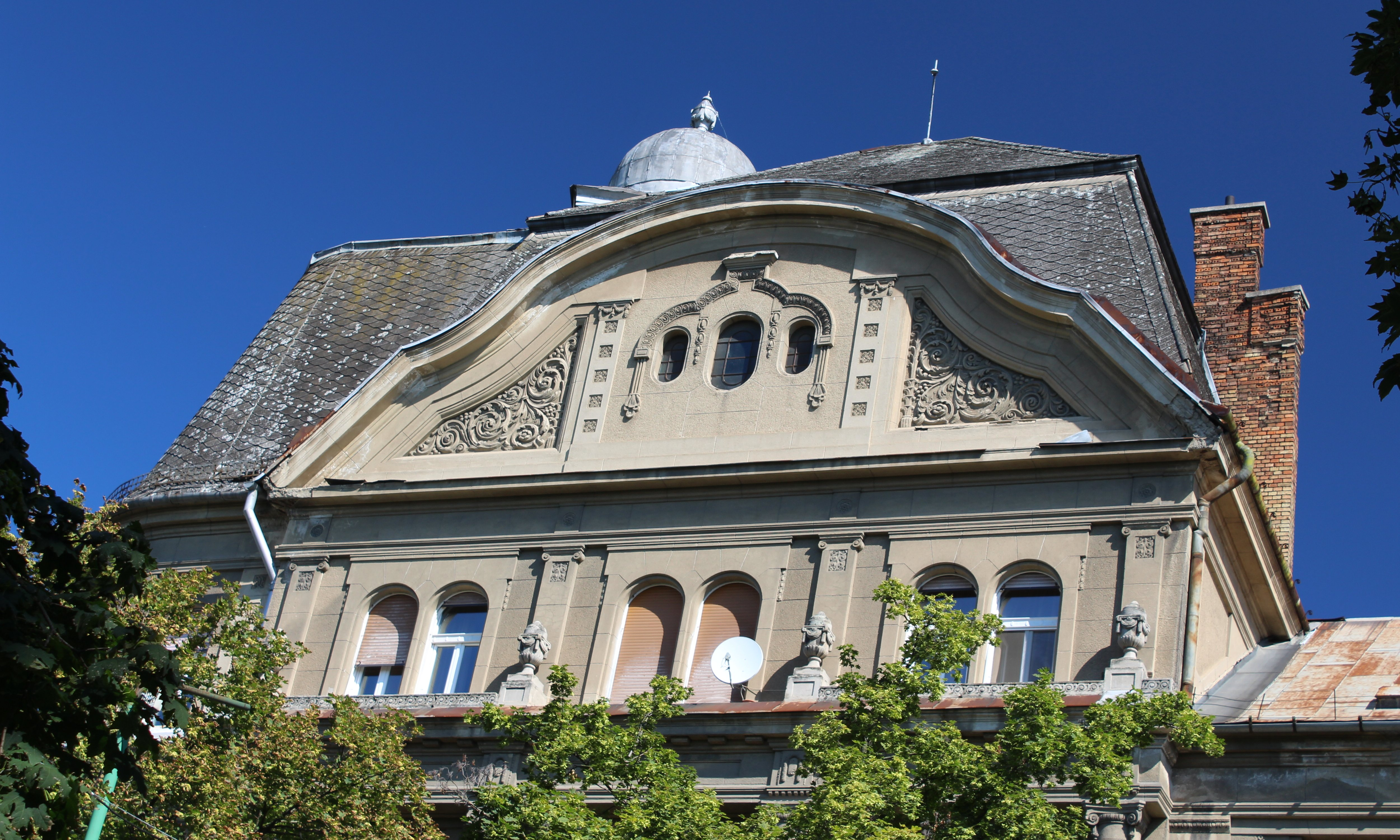
Băile Neptun fronton

## Onoruri

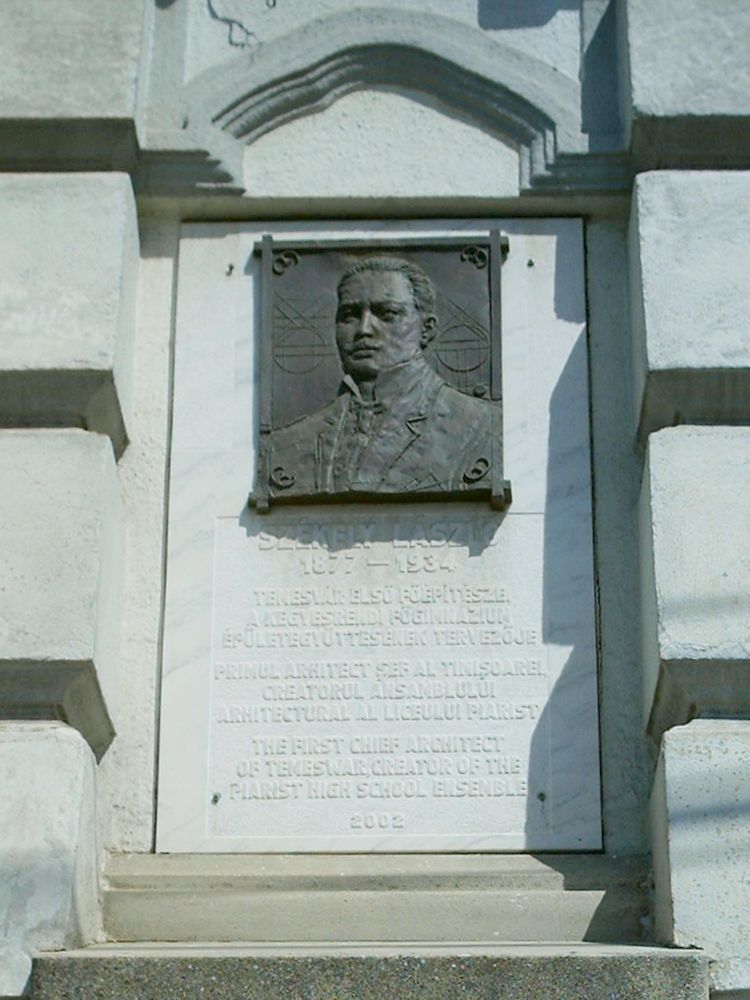
Placheta de pe Liceul Piarist

- Cetățean de Onoare al Timișoarei (2002).[17][18]
- Un bust din bronz, realizat în 2003 de Béla Szakáts⁠(d)[19] și amplasat în 2005 în Parcul Carmen Sylva (fost Parcul Doina). Inscripția de pe soclu este: „Arhitect / Székely László / Müépitész”. Inscripțiile de pe baza soclului sunt, în față: „Székely László 1877–1934 // Városi főépitész, a modern / Temesvár megteremtője // Arhitect șef, făuritorul Timișoarei moderne // Chief Arhitect, creator / of contemporary Temeswar”, iar în spate: „2005 // Állíta a Temesvár Nőszövetség // Ridicată de Asociația Femeilor Maghiare // Raised by Association of the // Hungarian Women of Temeswar”.[20]
- O plachetă instalată la 28 decembrie 2002 la intrarea principală a clădirii Liceului Piarist. Placheta este formată dintr-un relief realizat de Sándor Kligl⁠(d) din Seghedin, plasat pe o placa de marmură realizată de Sándor Andrásy din Timișoara, având un text limbile maghiară, română și engleză: „SZÉKELY LÁSZLÓ / 1877–1934 / Temesvár első főépítésze, / a kegyesrendi főgimnázium / épületegyüttesének tervezője // Primul architect șef al Timișoarei, / creatorul ansamblului / arhitectural al Liceului Piarist // The first chief architect / of Temeswar, creator of the Piarist High School ensemble // 2002”.[21]
- O stradă în Timișoara îi poartă numele.[22]

## Clădiri și monumente proiectate
Prima sa sarcină în calitate de arhitect al Timișoarei a fost conceperea Abatorului Comunal. La inaugurarea sa a fost considerat cel mai modern, mai funcțional și mai frumos abator din întreaga zonă.
Între 1910–1913 a proiectat aproape toate clădirile de pe „Corso”', în piața Ferenc József, astăzi Piața Victoriei. Tot în această perioadă a proiectat mai multe locuințe particulare, în special pe Püspök út (română Calea episcopului), actual Bd. Mihai Viteazul și lângă Parcul Rozelor. Ultimele sale lucrări au fost Casa Maghiară și Școala romano-catolică din Iosefin (v. în continuare).

### Clădiri din Timișoara
| Poz. | Descriere | Adresă, Coordonate | Data autorizării/, data terminării | Imagine | Note                                                                      |
| ---- | --- | --- | ---------------------------------- | ------- | ------------------------------------------------------------------------- |
| 1    | Cazarma pompierilor din Iosefin Cod LMI TM-II-m-B-06117 | Bd. 16 Decembrie 1989, nr. 50 45°44′26″N 21°12′38″E / 45.7406°N 21.2106°E                                                 | 1905/ 1906                         |         | [ 4 ] [ 7 ] [ 8 ] [ 24 ] [ 25 ] [ 26 ] [ 27 ]                             |
| 2    | Școala romano-catolică din Iosefin, în prezent Liceul „Bartók Béla”. Este ultima lucrare importantă a lui László Székely. | Bd. Gen. Ioan Dragalina, nr. 11A 45°44′38″N 21°12′39″E / 45.7440°N 21.2107°E                                              | 1931/ 1932                         |         | [ 28 ] [ 29 ]                                                             |
| 3    | Vila Károly Nagy. Este parte a Sitului urban „Vechiul Cartier Iosefin”, cod LMI TM-II-s-B-06098. | Str. Alexandru Odobescu, nr. 13 45°44′39″N 21°13′00″E / 45.7442°N 21.2168°E                                               |                                    |         | [ 4 ] [ 30 ]                                                              |
| 4    | Școală elementară în Elisabetin (maghiară Elemi iskola az Erzsébetvárosban). | Str. Corbului, nr. 7B 45°44′27″N 21°13′10″E / 45.7409°N 21.2194°E                                                         |                                    |         | [ 31 ]                                                                    |
| 5    | Vila Kálmán Jakobi. | Str. Arh. László Székely, nr. 5 45°44′34″N 21°13′27″E / 45.7429°N 21.2243°E                                               |                                    |         | [ 32 ] [ 33 ]                                                             |
| 6    | Fostul sediu al oficiului municipal din Elisabetin (maghiară Erzsébetvárosi telekház). | Str. Protopop George Dragomir, nr. 2 45°44′31″N 21°13′36″E / 45.7420°N 21.2268°E                                          |                                    |         | [ 34 ]                                                                    |
| 7    | Vila Rezső Tótisz. | Bd. Mihai Viteazul, nr. 17 45°44′34″N 21°13′34″E / 45.7428°N 21.2262°E                                                    |                                    |         | [ 35 ]                                                                    |
| 8    | Casa d-nei Béla Sütő, născută Irén Székely, sora lui László Székely. | Bd. Mihai Viteazul, nr. 15 45°44′35″N 21°13′35″E / 45.7430°N 21.2263°E                                                    |                                    |         | [ 36 ]                                                                    |
| 9    | Vila Alíz Tótisz. | Bd. Mihai Viteazul, nr. 13 45°44′36″N 21°13′34″E / 45.7432°N 21.2262°E                                                    |                                    |         | [ 37 ]                                                                    |
| 10   | Vila Keppich Weisz. | Bd. Mihai Viteazul, nr. 11 45°44′36″N 21°13′34″E / 45.7434°N 21.2261°E                                                    |                                    |         | [ 38 ]                                                                    |
| 11   | Casa d-nei Dr. Jenő Bíró. | Bd. Mihai Viteazul, nr. 9 45°44′37″N 21°13′34″E / 45.7436°N 21.2261°E                                                     |                                    |         | [ 37 ]                                                                    |
| 12   | Casa dublă a fiicelor arhitectului, Olga Székely și Klára Székely (jumătatea de la sud era a Olgăi iar cea de la nord, a Klárei). | Bd. Mihai Viteazul, nr. 5–7 45°44′38″N 21°13′34″E / 45.7439°N 21.2261°E                                                   | 1908                               |         | [ 8 ] [ 39 ] [ 40 ]                                                       |
| 13   | Casa László Székely, unde era și atelierul său de proiectare particular. Este parte a ansamblului urban „Bd. Mihai Viteazul”, cod LMI TM-II-a-B-06110. | Bd. Mihai Viteazul, nr. 28 45°44′41″N 21°13′31″E / 45.7447°N 21.2254°E                                                    | 19 sep 1908/ 12 mai 1909           |         | [ 4 ] [ 41 ] [ 42 ] [ 43 ]                                                |
| 14   | Cazarma de jandarmi din Elisabetin. | Bd. Victor Babeș, nr. 14 45°44′40″N 21°13′49″E / 45.7444°N 21.2303°E                                                      |                                    |         | [ 44 ]                                                                    |
| 15   | Abatorul Comunal. Cod LMI TM-II-m-A-06134 | Bd. Eroilor de la Tisa, nr. 24 45°44′51″N 21°14′40″E / 45.7476°N 21.2445°E                                                | 1904/ 1905                         |         | [ 4 ] [ 7 ] [ 8 ] [ 45 ] [ 46 ] [ 47 ]                                    |
| 16   | Casă de raport. | Bd. Mihai Viteazul, nr. 12 45°44′47″N 21°13′30″E / 45.7464°N 21.2251°E                                                    |                                    |         | [ 8 ] [ 36 ]                                                              |
| 17   | Vila familiei Weisz. | Bd. Mihai Viteazul, nr. 10 45°44′48″N 21°13′30″E / 45.7467°N 21.2250°E                                                    |                                    |         | [ 38 ]                                                                    |
| 18   | Vila familiei Weisz. | Bd. Mihai Viteazul, nr. 8 45°44′50″N 21°13′30″E / 45.7471°N 21.2250°E                                                     |                                    |         | [ 35 ]                                                                    |
| 19   | Palatul Dr. Adolf Vértes. Planurile au fost elaborate în biroul de proiectări al lui László Székely și sunt semnate de el, dar concepția este atribuită arh. Jakob Klein, practicant acolo, motiv pentru care mai este cunoscut drept „Palatul Jakob Klein”. Este parte a Sitului urban „Vechiul Cartier Iosefin”, cod LMI TM-II-s-B-06098. | Str. Gen. Henri Berthelot, nr. 5 45°44′52″N 21°13′13″E / 45.7479°N 21.2202°E                                              | 4 oct 1909/ 30 aug 1910            |         | [ 48 ] [ 49 ] [ 50 ] [ 51 ]                                               |
| 20   | Clubul sportiv „Regatta”, astăzi Facultatea de Hidrotehnică a Universității Politehnica Timișoara. | Str. George Enescu, nr. 1A 45°44′56″N 21°13′43″E / 45.7489°N 21.2287°E                                                    | 1910                               |         | [ 7 ] [ 8 ] [ 52 ]                                                        |
| 21   | Internatul Liceului Israelit. Este parte a Ansamblului urban II, cod LMI TM-II-a-B-06100. | Bd. C.D. Loga, nr. 3 45°45′03″N 21°13′41″E / 45.7509°N 21.2281°E                                                          | 1928                               |         | [ 4 ] [ 53 ] [ 54 ] [ 55 ]                                                |
| 22   | Școala Superioară de Comerț (maghiară A Felső Kereskedelmi Iskola), actual Primăria Municipiului Timișoara. Este monument istoric, cod LMI TM-II-m-B-06144. | Bd. C.D. Loga, nr. 1 45°45′04″N 21°13′35″E / 45.7511°N 21.2264°E                                                          | 14 mai 1914/ 1929                  |         | [ 4 ] [ 55 ] [ 56 ] [ 57 ]                                                |
| 23   | Ansamblul Liceului Piarist (1908, biserica în 1912). Este considerat cea mai mare lucrare a lui László Székely. Este monument istoric, cod LMI TM-II-a-A-06159. | Str., nr. 45°45′10″N 21°13′21″E / 45.7527°N 21.2226°E                                                                     | 1908/ 1912                         |         | [ 4 ] [ 7 ] [ 8 ] [ 58 ] [ 59 ] [ 60 ]                                    |
| 24   | Casa Sindicatelor, actual Casa sindicatelor din învățământul preuniversitar din județul Timiș. Este parte a Ansamblul urban VII, cod LMI TM-II-a-B-06107. | Str. Liviu Gabor, nr. 4 45°45′15″N 21°13′21″E / 45.7542°N 21.2224°E                                                       | 1924/ 1927                         |         | [ 4 ] [ 8 ] [ 61 ]                                                        |
| 25   | Palatul Széchenyi. Este parte a Ansamblului interbelic „Corso”, cod LMI TM-II-a-A-06115. | P-ța Victoriei, nr. 8 45°45′06″N 21°13′26″E / 45.7516°N 21.2240°E                                                         | 26 oct 1911/ 1913                  |         | [ 4 ] [ 8 ] [ 62 ] [ 63 ] [ 64 ] [ 65 ] [ 66 ] [ 67 ] [ 68 ]              |
| 26   | Palatul Lajos Hilt. Este parte a Ansamblului interbelic „Corso”, cod LMI TM-II-a-A-06115. | P-ța Victoriei, nr. 6 45°45′07″N 21°13′28″E / 45.7520°N 21.2244°E                                                         | 2 dec 1911/ 1913                   |         | [ 4 ] [ 63 ] [ 65 ] [ 67 ] [ 68 ] [ 69 ] [ 70 ] [ 71 ]                    |
| 27   | Palatul György Dauerbach, cunoscut drept „Palace”, după numele restaurantului de la parter existent de la început. Este parte a Ansamblului interbelic „Corso”, cod LMI TM-II-a-A-06115. | Str. Dr. Nicolae Paulescu, nr. 1 Str. Johann Wolfgang von Goethe, nr. 2 45°45′09″N 21°13′29″E / 45.7526°N 21.2246°E       | 12 iul 1911/ 1912                  |         | [ 4 ] [ 7 ] [ 8 ] [ 63 ] [ 67 ] [ 68 ] [ 72 ] [ 73 ] [ 74 ] [ 75 ] [ 76 ] |
| 28   | Palatul Camerei de Comerț. Este parte a Ansamblului interbelic „Corso”, cod LMI TM-II-a-A-06115. | P-ța Victoriei, nr. 3 45°45′09″N 21°13′32″E / 45.7525°N 21.2256°E                                                         | 1925                               |         | [ 4 ] [ 62 ] [ 65 ] [ 68 ] [ 77 ] [ 78 ] [ 79 ]                           |
| 29   | Palatul Ernő Neuhausz. Este parte a Ansamblului interbelic „Corso”, cod LMI TM-II-a-A-06115. | P-ța Victoriei, nr. 4 45°45′12″N 21°13′30″E / 45.7532°N 21.2250°E                                                         | 26 oct 1910/ 1911                  |         | [ 4 ] [ 7 ] [ 8 ] [ 63 ] [ 67 ] [ 68 ] [ 73 ] [ 80 ] [ 81 ] [ 82 ]        |
| 30   | Modificarea fațadei Palatului Weiss. | Bd. Republicii, nr. 2 45°45′14″N 21°13′30″E / 45.7540°N 21.2250°E                                                         | 1926                               |         | [ 67 ] [ 68 ] [ 83 ] [ 84 ] [ 85 ]                                        |
| 31   | Reconstrucția Școlii și mănăstirii călugărițelor aparținând ordinului Notre Dame din cartierul Cetate. Este parte a Sitului urban Cartierul „Cetatea Timișoara”, cod LMI TM-II-s-A-06095. | Piața Huniade, nr. 2 45°45′13″N 21°13′42″E / 45.7537°N 21.2283°E                                                          | c. 1910                            |         | [ 4 ] [ 86 ]                                                              |
| 32   | Transformarea sediului și casei de raport a Primei Case de Economii din Timișoara (maghiară Az Első Temesvári Takarékpénztár székháza és bérpalotája). Este parte a Sitului urban Cartierul „Cetatea Timișoara”, cod LMI TM-II-s-A-06095.                                                                                                   | Piața Sfântul Gheorghe (frontul de vest) 45°45′21″N 21°13′42″E / 45.7557°N 21.2284°E                                      | 1913 (edicule)                     |         | [ 4 ] [ 8 ] [ 87 ] [ 88 ]                                                 |
| 33   | Modificarea sediului și casei de raport a Băncii Generale Maghiare de Credit (maghiară Magyar Általános Hitelbank). Este parte a Sitului urban Cartierul „Cetatea Timișoara”, cod LMI TM-II-s-A-06095. | Str. Coriolan Brediceanu nr. 2 45°45′22″N 21°13′36″E / 45.7562°N 21.2268°E                                                | 1911/ 1912                         |         | [ 4 ] [ 8 ] [ 89 ] [ 90 ] [ 91 ] [ 92 ]                                   |
| 34   | Palatul László Králik. Este parte a Sitului urban Cartierul „Cetatea Timișoara”, cod LMI TM-II-s-A-06095. | Str. Gheorghe Lazăr, nr. 4 45°45′28″N 21°13′35″E / 45.7578°N 21.2265°E                                                    | 1912/ 1913                         |         | [ 4 ] [ 8 ] [ 93 ] [ 94 ] [ 95 ]                                          |
| 35   | Fațada Palatului Episcopiei Sârbești. Este parte a Sitului urban Cartierul „Cetatea Timișoara”, cod LMI TM-II-s-A-06095. | Piața Unirii, nr. 4 45°45′28″N 21°13′40″E / 45.7577°N 21.2279°E                                                           | 16 aug 1905/ 7 oct 1906            |         | [ 4 ] [ 8 ] [ 96 ] [ 97 ] [ 98 ]                                          |
| 36   | Casa Salamon Brück („La Crucea de Aur”). Este parte a Sitului urban Cartierul „Cetatea Timișoara”, cod LMI TM-II-s-A-06095. | Str. Florimund Mercy, nr. 9 45°45′27″N 21°13′43″E / 45.7574°N 21.2287°E                                                   | 1910/ 1911                         |         | [ 4 ] [ 8 ] [ 99 ] [ 100 ] [ 101 ] [ 102 ] [ 103 ]                        |
| 37   | Casa Emmer. Parte a Sitului urban Cartierul „Cetatea Timișoara”, cod LMI TM-II-s-A-06095. | Str. Florimund Mercy, nr. 7 45°45′26″N 21°13′43″E / 45.7571°N 21.2287°E                                                   | 1906/ 1907                         |         | [ 4 ] [ 8 ] [ 104 ] [ 105 ] [ 106 ]                                       |
| 38   | Fațada Băncii Economice din Ungaria de Sud (maghiară Délmagyarországi Gazdasági Bank), ulterior Banca Șvăbească. Este parte a Sitului urban Cartierul „Cetatea Timișoara”, cod LMI TM-II-s-A-06095. | Piața Unirii, nr. 13 45°45′28″N 21°13′48″E / 45.7578°N 21.2301°E                                                          | 1922                               |         | [ 4 ] [ 107 ] [ 108 ]                                                     |
| 39   | Supraetajarea sediului Sindicatului Industrial. Este parte a Sitului urban Cartierul „Cetatea Timișoara”, cod LMI TM-II-s-A-06095. | Str. Eugeniu de Savoya nr. 4 45°45′24″N 21°13′50″E / 45.7567°N 21.2306°E                                                  | 1925                               |         | [ 4 ] [ 34 ] [ 109 ] [ 110 ]                                              |
| 40   | Vila Sándor Pokomándy. | Bd. C.D. Loga, nr. 40 45°45′09″N 21°14′06″E / 45.7526°N 21.2350°E                                                         | c. 1910                            |         | [ 55 ] [ 111 ] [ 112 ]                                                    |
| 41   | Fațada vilei Ferenc Rieger. | Bd. C.D. Loga, nr. 40A 45°45′09″N 21°14′07″E / 45.7524°N 21.2353°E                                                        | c. 1910                            |         | [ 113 ]                                                                   |
| 42   | Vila Victor Blășian. | Bd. C.D. Loga, nr. 47 45°45′17″N 21°14′11″E / 45.7546°N 21.2364°E                                                         | c. 1910                            |         | [ 114 ]                                                                   |
| 43   | Vila familiei Csasznek | Str. Ludwig van Beethobven, nr. 3 45°45′17″N 21°14′09″E / 45.7547°N 21.2358°E                                             | c. 1910                            |         | [ 115 ]                                                                   |
| 44   | Vila familiei Kovács. | Bd. Mihai Eminescu, nr. 42 45°45′18″N 21°14′06″E / 45.7550°N 21.2351°E                                                    | c. 1910                            |         | [ 116 ]                                                                   |
| 45   | Casa Maghiară (maghiară A Magyar Ház). | Bd. Revoluției din 1989, nr. 8 45°45′20″N 21°14′10″E / 45.7555°N 21.2360°E                                                | 1929/ 29 nov 1930                  |         | [ 7 ] [ 117 ] [ 118 ]                                                     |
| 46   | Sanatoriul Dr. János Kakuk. | Bd. C.D. Loga, nr. 49 45°45′18″N 21°14′12″E / 45.7549°N 21.2366°E                                                         | c. 1910                            |         | [ 119 ]                                                                   |
| 47   | Vila Gábor Darvas (Vila Szana). | Bd. C.D. Loga, nr. 50 45°45′16″N 21°14′13″E / 45.7544°N 21.2369°E                                                         | 28 oct 1910/ 1911                  |         | [ 8 ] [ 55 ] [ 120 ] [ 121 ] [ 122 ]                                      |
| 48   | Vila Margit (Fosta vilă a familiei Frankl). | Str. Beethoven, nr. 5 45°45′15″N 21°14′15″E / 45.7543°N 21.2374°E                                                         | 1910/ 1911                         |         | [ 8 ] [ 123 ] [ 124 ]                                                     |
| 49   | Vila familiei Lindner. | Str. Martir Leontina Bînciu (fostă Narciselor), nr. 5 45°45′17″N 21°14′16″E / 45.7548°N 21.2378°E                         | c. 1910                            |         | [ 125 ] [ 126 ]                                                           |
| 50   | Palatul Neptun, fost Băile „Hungaria” (maghiară Hungária fürdő). Inițial a fost propria casă de raport a lui László Székely. Este parte a Ansamblului urban „Fabric” (II), cod LMI TM-II-a-A-06097. | Splaiul Nistrului, nr. 1 45°45′24″N 21°14′31″E / 45.7566°N 21.2419°E                                                      | 30 mar 1912/ 1914                  |         | [ 4 ] [ 7 ] [ 8 ] [ 67 ] [ 127 ] [ 128 ] [ 129 ] [ 130 ] [ 131 ]          |
| 51   | Casa Károly Kiss. Este parte a Ansamblului urban „Fabric” (II), cod LMI TM-II-a-A-06097. | Splaiul Nistrului, nr. 2 45°45′25″N 21°14′32″E / 45.7569°N 21.2421°E                                                      | iun 1911/ 1912                     |         | [ 4 ] [ 132 ] [ 133 ]                                                     |
| 52   | Palatul Károly Kiss. Este parte a Ansamblului urban „Fabric” (II), cod LMI TM-II-a-A-06097. | Str. Prof. Dionisie Linția, nr. 1 45°45′26″N 21°14′32″E / 45.7571°N 21.2423°E                                             | 1912                               |         | [ 4 ] [ 134 ] [ 135 ]                                                     |
| 53   | Palatul văduvei Székely (Palatul Zsuzsanna Székely, mama lui László Székely). Este parte a Ansamblului urban „Fabric” (II), cod LMI TM-II-a-A-06097. | Bd. 3 August 1919, nr. 1 45°45′24″N 21°14′33″E / 45.7566°N 21.2425°E                                                      | 8 mar 1911/ 24 oct 1911            |         | [ 4 ] [ 8 ] [ 136 ] [ 137 ] [ 138 ]                                       |
| 54   | Școala Normală de Băieți, actual Liceul Jean Louis Calderon. Este parte a Ansamblului urban „Str. Pestalozzi”, cod LMI TM-II-a-B-06111. | Str. J.H. Pestalozzi, nr. 14 45°45′14″N 21°14′36″E / 45.7540°N 21.2432°E                                                  | 1906                               |         | [ 4 ] [ 139 ]                                                             |
| 55   | Vilă particulară, actual Școala de șoferi Tudo. | Str. J.H. Pestalozzi, nr. 18 45°45′16″N 21°14′44″E / 45.7544°N 21.2456°E                                                  |                                    |         | [ 140 ]                                                                   |
| 56   | Vila Corneliu Mikloși. | Piața Corneliu Mikloși, nr. 2 45°45′27″N 21°14′42″E / 45.7575°N 21.2450°E                                                 |                                    |         | [ 141 ]                                                                   |
| 57   | Palatul Ștefania (Palatul Tótisz, Casa cu maimuțe), fosta casa de raport a Fondului Municipal de Ajutor Social din cartierul Fabric. Este parte a Sitului urban „Fabric” (I), cod LMI TM-II-s-B-06096 și a Ansamblului urban „Fabric” (II), cod LMI TM-II-a-A-06097.                                                                        | Str. Ștefan cel Mare, nr. 2, P-ța Romanilor, nr. 1 45°45′27″N 21°14′56″E / 45.7574°N 21.2488°E                            | 1909/ 1910                         |         | [ 7 ] [ 8 ] [ 142 ] [ 143 ] [ 144 ] [ 145 ] [ 146 ] [ 147 ]               |
| 58   | Căminele muncitorești interbelice „Șase case”. Împreună sunt monument istoric, cod LMI TM-II-a-B-06101. | Bd. Take Ionescu, nr. 69–73 Str. Enric Baader, nr. 1–3 Str. Înfrățirii, nr. 2 45°45′44″N 21°14′39″E / 45.7622°N 21.2443°E |                                    |         | [ 148 ]                                                                   |
| 59   | Prima Fabrică de Tricotaje și Țesături a Întreprinderii centrale din Jula, ulterior Fabrica de ciorapi din Timișoara, actual demolată pentru a fi parcare pentru un magazin Kaufland. | Str. Mihail Kogălniceanu, nr. 11 45°45′51″N 21°14′46″E / 45.7643°N 21.2462°E                                              | 1908                               |         | [ 7 ] [ 8 ] [ 149 ]                                                       |
| 60   | Școală elementară comunală de băieți și fete din Fabric | Str. Simion Bărnuțiu, nr. 9 45°45′48″N 21°14′57″E / 45.7633°N 21.2493°E                                                   |                                    |         | [ 150 ]                                                                   |
| 61   | Biserica „Sfântul Ilie” din Fabric. Este monument istoric, cod LMI TM-II-m-B-06166. | Str. Mitropolit Andrei Șaguna, nr. 12 45°45′30″N 21°15′27″E / 45.7583°N 21.2574°E                                         | mai 1911/ iul 1912                 |         | [ 4 ] [ 151 ] [ 152 ]                                                     |
| 62   | Clădirea Uzinei de Apă, „Turbinele”. Este monument istoric, cod LMI TM-II-m-A-06094. | Str. Uzinei, nr. 1 45°45′29″N 21°15′54″E / 45.7581°N 21.2650°E                                                            | 1906/ 1909                         |         | [ 4 ] [ 7 ] [ 153 ] [ 154 ] [ 155 ] [ 156 ]                               |
| 63   | Școala regală maghiară profesională de silvicultură (maghiară Magyar királyi erdőőri szakiskola), actual Colegiul de Silvicultură și Agricultură „Casa Verde” din Timișoara. | Pădurea Verde, nr. 5 45°46′48″N 21°16′16″E / 45.7799°N 21.2710°E                                                          | 1908                               |         | [ 157 ] [ 158 ]                                                           |

### Clădiri din alte localități
| Poz. | Descriere | Adresă, Coordonate                                                           | Data autorizării/, data terminării | Imagine | Note            |
| ---- | --- | ---------------------------------------------------------------------------- | ---------------------------------- | ------- | --------------- |
| 1    | Primăria. Este parte a Ansamblului Piața Libertății din Salonta, cod LMI BH-II-m-B-21018.01                                   | Salonta, Str. Republicii, nr. 1 46°48′09″N 21°39′35″E / 46.8025°N 21.6596°E  | 1906/ 1907                         |         | [ 159 ]         |
| 2    | Gimnaziul Superior de Stat (maghiară Állami polgári gimnázium), azi Colegiul Național „Arany János”. Cod LMI BH-II-m-B-21027. | Salonta, Str. Republicii, nr. 90 46°48′21″N 21°38′49″E / 46.8059°N 21.6469°E | 1906/ 1907                         |         | [ 7 ] [ 160 ]   |
| 3    | Vila Mór Weisz. | Jula, Béke sugárút, nr. 67 46°39′16″N 21°16′22″E / 46.6545°N 21.2728°E       |                                    |         | [ 161 ]         |
| 4    | Casa familială a lui Adolf Czinczár.                                                                                          | Jula, Eötvös Lóránd utca, nr. 2 46°38′59″N 21°16′19″E / 46.6498°N 21.2719°E  |                                    |         | [ 162 ]         |
| 5    | Primărie. | Vinga, Str. Principală, nr. 27 46°00′31″N 21°12′07″E / 46.0086°N 21.2019°E   |                                    |         | [ 163 ]         |
| 6    | Conacul Dr. György Benitzky.                                                                                                  | Folea, ferma Antonia 45°30′31″N 21°19′38″E / 45.5085°N 21.3272°E             |                                    |         | [ 164 ] [ 165 ] |
| 7    | Casa familială a lui József Farch.                                                                                            | Deta, Str. Victoriei, nr. 27 45°45′N 21°14′E / 45.75°N 21.24°E               |                                    |         | [ 166 ]         |
| 8    | Palatul Episcopiei Ortodoxe Sârbe.                                                                                            | Vârșeț, ul. Dvorska, nr. 20 45°07′08″N 21°17′47″E / 45.1190°N 21.2965°E      | 1906/ 1907                         |         | [ 7 ] [ 167 ]   |
| 9    | Abatorul orășenesc. | Becicherecul Mare, ul. Stara Mesta, nr. 1–3                                  |                                    |         | [ 168 ]         |
| 10   | Casă de vacanță. | Lângă Lacul Balaton                                                          |                                    |         | [ 169 ]         |

### Monumente
| Poz. | Descriere | Adresă, Coordonate                                                         | Data autorizării/, data terminării | Imagine | Note                                        |
| ---- | --- | -------------------------------------------------------------------------- | ---------------------------------- | ------- | ------------------------------------------- |
| A    | Poarta principală a Parcului Regina Maria, fost Parcul Coronini. | Bd. 3 August 1919, nr. 2 45°45′22″N 21°14′29″E / 45.7560°N 21.2415°E       |                                    |         | [ 170 ] [ 171 ]                             |
| B    | Capela pentru Statuia Sfânta Maria din Piața Maria. Este parte a Sitului urban „Vechiul Cartier Iosefin”, cod LMI TM-II-s-B-06098.                                                                                       | Piața Sf. Maria 45°44′54″N 21°13′08″E / 45.7483°N 21.2189°E                | 16 dec 1906                        |         | [ 7 ] [ 8 ] [ 172 ] [ 173 ] [ 174 ] [ 175 ] |
| C    | Monumentul funerar al familiei Darvas. Actual monumentul este descompletat, lipsesc două vaze care erau amplasate pe suporturile laterale, precum și placa principală cu numele. Alături de el este un monument identic. | Cimitirul din Calea Șagului 45°44′15″N 21°12′30″E / 45.73741°N 21.20830°E  |                                    |         | [ 176 ]                                     |
| D    | Monumentul funerar al familiei Kasztory. | Cimitirul din Calea Șagului 45°44′13″N 21°12′30″E / 45.73692°N 21.20827°E  |                                    |         | [ 176 ]                                     |
| E    | Monumentul funerar al lui László Székely și al părinților săi. Monument de for public. | Cimitirul din Calea Șagului. 45°44′12″N 21°12′29″E / 45.73656°N 21.20806°E | 1932                               |         | [ 176 ] [ 177 ]                             |
| F    | Monumentul Petőfi (în acest loc l-a avansat generalul József Bem în data de 3 mai 1849 la gradul de maior pe poetul Sándor Petőfi). Monument de for public.                                                              | Piața Petőfi 45°43′39″N 21°10′53″E / 45.7276°N 21.1814°E                   | 1912/ 1913                         |         | [ 178 ] [ 179 ] [ 180 ] [ 181 ]             |

### Proiecte nerealizate
În 1909 s-a pus problema realizării unui spital orășenesc modern și a unei băi publice. În acest scop László Székely a efectuat o călătorie de studii în Europa. La întoarcere, a proiectat un așezământ cu băi de aburi separate pentru bărbați și femei, bazin de înot și secție de fizioterapie pentru persoanele cu handicap lcomotor. Clădirea urma să fie amplasată pe malul drept al Begăi, în actualul parc al catedralei, imediat înainte de podul Hunyadi (actualul pod Maria), costul ei fiind estimat la 500 000 de coroane. Începerea lucrărilor s-a tot amânat, ca urmare Székely a construit în 1912 propria sa baie publică, Hungária fürdő (actual Baia Publică Neptun). Ulterior, evenimentele din Primul Război Mondial au anulat acest proiect.
Spitalul, al cărui proiect era precizat încă din 1910, urma să fie cel mai mare proiect al lui László Székely. Urma să fie format dintr-un complex de 15 pavilioane, amplasat la capătul liniei de tramvai spre Pădurea Verde, între actualele străzi Avram Imbroane, Gheorghe Adam, Lorena și Renașterii, într-un spațiu cu o suprafață de 27 de hectare. Capacitatea prevăzută a spitalului era de 600 de paturi, cu posibilitatea extinderii până la 1000 și loc pentru încă 4 pavilioane. Complexul mai cuprindea locuințe pentru conducerea spitalului și portar, diferite clădiri anexe. Costul complexului a fost estimat la 4 000 000 de coroane. Deși Ministerul de Interne a aprobat planul la 11 iunie 1914, izbucnirea în 28 iulie a războiului a oprit proiectul, care n-a mai fost reluat.
Tot din cauza războiului nu au mai fost realizate nici alte proiecte, cum au fost cele ale abatoarelor din Panciova, Jimbolia, Kiskunhalas și Arad.